# Monticomorpha affinis
Monticomorpha affinis är en insektsart som först beskrevs av Robert Walter Campbell Shelford 1913.  Monticomorpha affinis ingår i släktet Monticomorpha och familjen Pseudophasmatidae. Inga underarter finns listade i Catalogue of Life.